# 東萊郡
東萊郡（トンネぐん、とうらいぐん、朝鮮語: 동래군）は、大韓民国慶尚南道にかつて存在していた郡。現在の釜山広域市の大部分を占める。
朝鮮王朝時代に慶尚道に属した東萊府をもとに編成された郡で、日本統治時代には慶尚南道に属した。郡の歴史的な中心は現在の釜山広域市東萊区にあった。

## 歴史
1895年に旧来の都護府・府・県などの名称を廃止し、一律に郡とした。東萊府は東萊郡に改められ、広域行政単位として東萊郡を含む10郡を管轄する「東萊府」が置かれた（二十三府制）。しかし二十三府制は1年で廃止され、東萊府は東萊郡の名称に戻して慶尚南道の管轄下に置かれた。その後、再び東萊府、さらに釜山府と名称が変遷した。1914年に、釜山の中心市街が釜山府として切り離され、東萊郡が編成された。このとき、東北に隣接する機張郡が東萊郡に編入された。
1936年・1942年・1963年の釜山府（釜山市）の3度にわたる市域拡張によって東萊郡は順次釜山府（釜山市）に組み込まれ、1942年にはかつての中心部である東萊邑も釜山府の一部となった（現・東萊区）。東萊郡に最後まで残っていた東北部（旧・機張郡）は1973年に隣接する梁山郡に編入され、東萊郡の名称は消滅した。1995年3月1日、梁山郡の旧機張郡域が釜山広域市に編入されて機張郡となることで、1914年時点の東萊郡域はすべて釜山広域市の市域に入った。

### 年表
- 757年 - 統一新羅により東萊郡が置かれる。
- 1018年 - 東萊県となる。
- 1547年 - 東萊都護府となる。
- 1592年 - 東萊県に降格。
- 1599年 - 東萊都護府を再設置。
- 1895年旧暦閏5月1日 - 二十三府制により東萊府と機張郡が置かれる。[1]
- 1896年 - 十三道制により慶尚南道東萊郡が置かれる。[2]
- 1903年 - 東萊府となる。
- 1906年 - 梁山郡亀浦面を編入し、再び東萊府になる。
- 1910年10月1日 - 東萊府が釜山府に改称。[3]
- 1914年4月1日 - 郡面併合により、旧釜山府の中心部が新たな釜山府として分離。旧釜山府の農村部の大部分（左耳面・北面の各一部を除く）と機張郡をもって東萊郡を設置。東萊郡に以下の面が成立。[4]（12面）
  - 沙下面・沙上面・西面・南面・東萊面・北面・左耳面・鉄馬面・鼎冠面・長安面・日光面・機張面
- 1918年1月1日 - 左耳面が亀浦面に改称。（12面）
- 1931年4月1日 - 東萊面が東萊邑に昇格。[5]（1邑11面）
- 1936年4月1日 - 西面および沙下面の一部が釜山府に編入。[6]（1邑10面）
- 1942年10月1日 - 東萊邑・沙下面・南面および北面の一部が釜山府に編入。[7]（8面）
- 1943年10月1日 - 亀浦面が亀浦邑に昇格。[8]（1邑7面）
- 1963年1月1日（6面）
  - 亀浦邑・沙上面が釜山直轄市釜山鎮区に編入。[9]
  - 北面および機張面松亭里が釜山直轄市東萊区に編入。[9]
  - 蔚州郡西生面を編入。[10]
- 1973年7月1日 - 鉄馬面・鼎冠面・長安面・日光面・機張面・西生面が梁山郡に編入。同日、東萊郡消滅。[11]

## 下位行政区画
釜山府域の第一次拡張（1936年）前の時点で、以下の邑面があった。
- 東萊邑 － 동래읍【東萊邑】 （トンネ=ウプ）
- 西面 － 서면【西面】 （ソ=ミョン）
- 北面 － 북면【北面】 （プク=ミョン）
- 亀浦面 － 구포면【龜浦面】 （クポ=ミョン）
- 沙上面 － 사상면【沙上面】 （ササン=ミョン）
- 沙下面 － 사하면【沙下面】 （サハ=ミョン）
- 南面 － 남면【南面】 （ナム=ミョン）
- 機張面 － 기장면【機張面】 （キチャン=ミョン）
- 日光面 － 일광면【日光面】 （イルクァン=ミョン）
- 長安面 － 장안면【長安面】 （チャンアン=ミョン）
- 鼎冠面 － 정관면【鼎冠面】 （チョングァン=ミョン）
- 鉄馬面 － 철마면【鐵馬面】 （チョルマ=ミョン）

### 郡域変遷表
| 1896年   | 1896年            | 1897年 - 1913年        | 1897年 - 1913年      | 1914年 - 1929年 | 1914年 - 1929年            | 1930年 - 1945年       | 1930年 - 1945年       | 1946年 - 1959年  | 1960年 - 1979年         | 1960年 - 1979年      | 1960年 - 1979年      | 1980年 - 1994年      | 1995年 - 現在                   |
| -------- | ----------------- | ---------------------- | -------------------- | --------------- | -------------------------- | --------------------- | --------------------- | ---------------- | ----------------------- | -------------------- | -------------------- | -------------------- | ------------------------------- |
| 蔚 州 郡 | 西生面            | 西生面                 | 西生面               | 蔚 州 郡        | 西生面                     | 西生面                | 西生面                | 西生面           | 1963年1月 東萊郡 西生面 | 梁 山 郡             | 1973年 西生面        | 1983年 蔚州郡 西生面 | 1995年 蔚山広域市 蔚州郡 西生面 |
| 機 張 郡 | 上西面            | 上西面                 | 上西面               | 東 萊 郡        | 1914年 鉄馬面              | 鉄馬面                | 鉄馬面                | 鉄馬面           | 鉄馬面                  | 梁 山 郡             | 鉄馬面               | 鉄馬面               | 1995年 釜山広域市 機張郡        |
| 機 張 郡 | 下西面            | 下西面                 | 下西面               | 東 萊 郡        | 1914年 鉄馬面              | 鉄馬面                | 鉄馬面                | 鉄馬面           | 鉄馬面                  | 梁 山 郡             | 鉄馬面               | 鉄馬面               | 1995年 釜山広域市 機張郡        |
| 機 張 郡 | 下西面            | 下西面                 | 下西面               | 東 萊 郡        | 鼎冠面                     | 鼎冠面                | 鼎冠面                | 鼎冠面           | 鼎冠面                  | 梁 山 郡             | 鼎冠面               | 鼎冠面               | 1995年 釜山広域市 機張郡        |
| 機 張 郡 | 上北面            | 上北面                 | 上北面               | 東 萊 郡        | 鼎冠面                     | 鼎冠面                | 鼎冠面                | 鼎冠面           | 鼎冠面                  | 梁 山 郡             | 鼎冠面               | 鼎冠面               | 1995年 釜山広域市 機張郡        |
| 機 張 郡 | 上北面            | 上北面                 | 上北面               | 東 萊 郡        | 長安面                     | 長安面                | 長安面                | 長安面           | 長安面                  | 梁 山 郡             | 長安面               | 1985年 長安邑        | 1995年 釜山広域市 機張郡        |
| 機 張 郡 | 中北面            | 中北面                 | 中北面               | 東 萊 郡        | 長安面                     | 長安面                | 長安面                | 長安面           | 長安面                  | 梁 山 郡             | 長安面               | 1985年 長安邑        | 1995年 釜山広域市 機張郡        |
| 機 張 郡 | 中北面            | 中北面                 | 中北面               | 東 萊 郡        | 日光面                     | 日光面                | 日光面                | 日光面           | 日光面                  | 梁 山 郡             | 日光面               | 日光面               | 1995年 釜山広域市 機張郡        |
| 機 張 郡 | 東面              | 東面                   | 東面                 | 東 萊 郡        | 日光面                     | 日光面                | 日光面                | 日光面           | 日光面                  | 梁 山 郡             | 日光面               | 日光面               | 1995年 釜山広域市 機張郡        |
| 機 張 郡 | 東面              | 東面                   | 東面                 | 東 萊 郡        | 機張面                     | 機張面                | 機張面                | 機張面           | 機張面                  | 梁 山 郡             | 機張面               | 1980年 機張邑        | 1995年 釜山広域市 機張郡        |
| 機 張 郡 | 邑内面            | 邑内面                 | 邑内面               | 東 萊 郡        | 機張面                     | 機張面                | 機張面                | 機張面           | 機張面                  | 梁 山 郡             | 機張面               | 1980年 機張邑        | 1995年 釜山広域市 機張郡        |
| 機 張 郡 | 南面              | 南面                   | 南面                 | 東 萊 郡        | 機張面                     | 機張面                | 機張面                | 機張面           | 機張面                  | 梁 山 郡             | 機張面               | 1980年 機張邑        | 1995年 釜山広域市 機張郡        |
| 機 張 郡 | 南面              | 南面                   | 南面                 | 東 萊 郡        | 機張面                     | 機張面                | 機張面                | 機張面           | 1963年1月 釜山直轄市    | 1963年1月 釜山直轄市 | 1963年1月 釜山直轄市 | 釜山直轄市           | 1995年 釜山広域市               |
| 梁 山 郡 | 左耳面            | 1906年 東萊府に移管    | 1910年 釜山府 左耳面 | 東 萊 郡        | 左耳面 1918年 亀浦面に改称 | 亀浦面                | 1943年 亀浦邑         | 亀浦邑           | 1963年1月 釜山直轄市    | 1963年1月 釜山直轄市 | 1963年1月 釜山直轄市 | 釜山直轄市           | 1995年 釜山広域市               |
| 東 萊 府 |                   |                        | 1910年 釜山府 北面   | 東 萊 郡        | 北面                       | 北面                  | 北面                  | 北面             | 1963年1月 釜山直轄市    | 1963年1月 釜山直轄市 | 1963年1月 釜山直轄市 | 釜山直轄市           | 1995年 釜山広域市               |
| 東 萊 府 | 1942年10月 釜山府 | 1949年8月 釜山市に改称 | 1910年 釜山府 北面   | 東 萊 郡        | 北面                       | 北面                  |                       |                  | 1963年1月 釜山直轄市    | 1963年1月 釜山直轄市 | 1963年1月 釜山直轄市 | 釜山直轄市           | 1995年 釜山広域市               |
| 東 萊 府 | 1942年10月 釜山府 | 1949年8月 釜山市に改称 |                      | 東 萊 郡        |                            | 釜山府 東萊面         | 東萊面                | 1930年 東萊邑    | 1963年1月 釜山直轄市    | 1963年1月 釜山直轄市 | 1963年1月 釜山直轄市 | 釜山直轄市           | 1995年 釜山広域市               |
| 東 萊 府 | 1942年10月 釜山府 | 1949年8月 釜山市に改称 |                      | 東 萊 郡        |                            | 釜山府 西面           | 西面                  | 1936年4月 釜山府 | 1963年1月 釜山直轄市    | 1963年1月 釜山直轄市 | 1963年1月 釜山直轄市 | 釜山直轄市           | 1995年 釜山広域市               |
| 東 萊 府 | 1942年10月 釜山府 | 1949年8月 釜山市に改称 |                      |                 | 釜山府 釜山面              | 1914年10月10日 釜山府 | 1914年10月10日 釜山府 | 1936年4月 釜山府 | 1963年1月 釜山直轄市    | 1963年1月 釜山直轄市 | 1963年1月 釜山直轄市 | 釜山直轄市           | 1995年 釜山広域市               |
| 東 萊 府 | 1942年10月 釜山府 | 1949年8月 釜山市に改称 | 釜山府 沙中面        |                 |                            | 1914年10月10日 釜山府 | 1914年10月10日 釜山府 | 1936年4月 釜山府 | 1963年1月 釜山直轄市    | 1963年1月 釜山直轄市 | 1963年1月 釜山直轄市 | 釜山直轄市           | 1995年 釜山広域市               |
| 東 萊 府 | 1942年10月 釜山府 | 1949年8月 釜山市に改称 | 釜山府 沙下面        |                 |                            | 1914年10月10日 釜山府 | 1914年10月10日 釜山府 | 1936年4月 釜山府 | 1963年1月 釜山直轄市    | 1963年1月 釜山直轄市 | 1963年1月 釜山直轄市 | 釜山直轄市           | 1995年 釜山広域市               |
| 東 萊 府 | 1942年10月 釜山府 | 1949年8月 釜山市に改称 | 東 萊 郡             | 沙下面          |                            |                       |                       | 1936年4月 釜山府 | 1963年1月 釜山直轄市    | 1963年1月 釜山直轄市 | 1963年1月 釜山直轄市 | 釜山直轄市           | 1995年 釜山広域市               |
| 東 萊 府 | 1942年10月 釜山府 | 1949年8月 釜山市に改称 | 東 萊 郡             | 沙下面          | 沙下面                     |                       |                       |                  | 1963年1月 釜山直轄市    | 1963年1月 釜山直轄市 | 1963年1月 釜山直轄市 | 釜山直轄市           | 1995年 釜山広域市               |
| 東 萊 府 | 1942年10月 釜山府 | 1949年8月 釜山市に改称 | 東 萊 郡             |                 |                            | 釜山府 南面           | 南面                  | 南面             | 1963年1月 釜山直轄市    | 1963年1月 釜山直轄市 | 1963年1月 釜山直轄市 | 釜山直轄市           | 1995年 釜山広域市               |
| 東 萊 府 |                   |                        | 東 萊 郡             | 釜山府 沙上面   | 沙上面                     | 沙上面                | 沙上面                | 沙上面           | 1963年1月 釜山直轄市    | 1963年1月 釜山直轄市 | 1963年1月 釜山直轄市 | 釜山直轄市           | 1995年 釜山広域市               |